# Мария Нидерландская
Мария Нидерландская (нидерл. Prinses Wilhelmina Frederika Anna Elisabeth Marie der Nederlanden, Prinses van Oranje-Nassau; 5 июля 1841, Вассенар, Южная Голландия — 22 июня 1910, Нойвид) — принцесса Нидерландская и Оранско-Нассауская, в браке — княгиня Видская.

## Жизнь
Принцесса родилась 5 июля 1841 года в семье принца Фредерика Нидерландского и его супруги прусской принцессы Луизы, младшей дочери короля Фридриха Вильгельма III и Луизы Мекленбург-Стрелицкой. С детства принцесса страдала глухотой. Так же, как и её сестра Луиза, в будущем королева Швеции, не обладала красотой и привлекательностью. Родители надеялись выдать Марию замуж за принца Уэльского Альберта Эдуарда, будущего короля Эдуарда VII. Королева Виктория, мать принца, сначала поддерживала эту партию, но встретившись с ней лично, она убедилась в её непривлекательности, и брак не состоялся. Позже принц Уэльский женился на датской принцессе Александре.

## Семья и дети

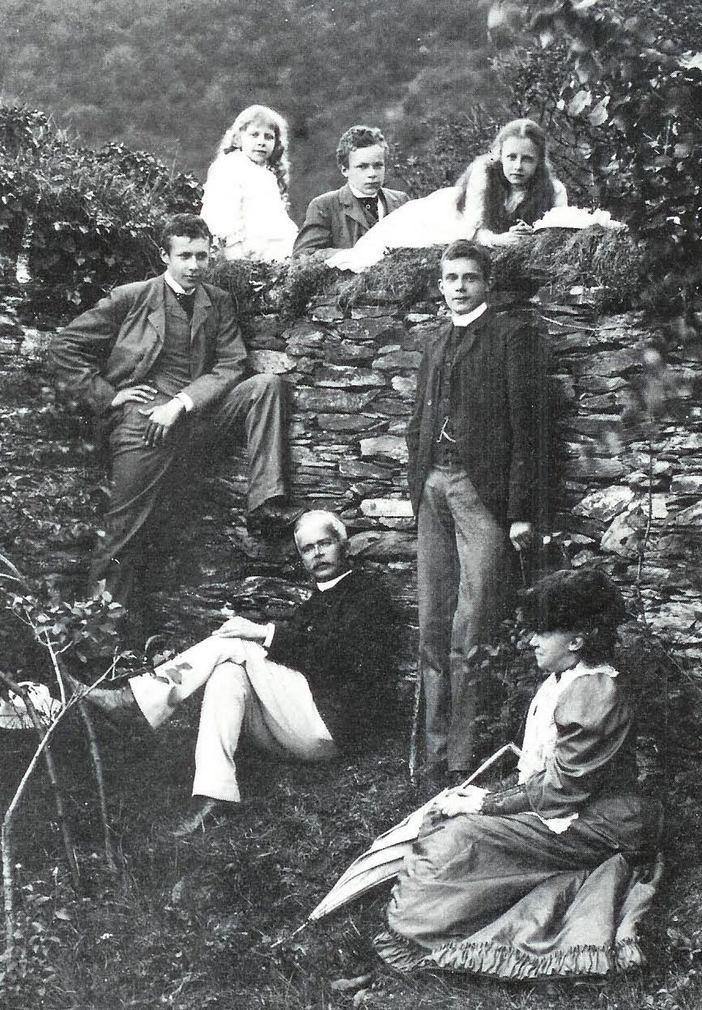
Мария вместе с семьёй.

18 июля 1871 года принцесса Мария вышла замуж за принца Вильгельма фон Вида, сына принца Германна фон Вида и Марии Нассау.
В браке родилось шестеро детей:
- Вильгельм Фридрих (1872—1945) женился на Паулине Вюртембергской.
- Александр (1874—1877)
- Вильгельм, князь Албании (1876—1945) женился на принцессе Софии Шенбург-Вальденбургской.
- Виктор (1877—1946)
- Луиза (1880—1965)
- Елизавета (1883—1938)

## Титулы
- 5 июля 1841 — 18 июля 1871: Её Королевское Высочество Принцесса Нидерландаская и Оранско-Нассауская
- 18 июля 1871 — 22 октября 1907: Её Королевское Высочество Княгиня Видская
- 22 октября 1907 — 22 июля 1910: Её Королевское Высочество Вдовствующая княгиня Видская